# Pitzenberg
Pitzenberg is een gemeente in de Oostenrijkse deelstaat Opper-Oostenrijk, gelegen in het district Vöcklabruck. De gemeente heeft ongeveer 500 inwoners.

## Geografie
Pitzenberg heeft een oppervlakte van 6 km². De gemeente ligt in het zuidwesten van de deelstaat Opper-Oostenrijk. Zij ligt ten noordoosten van de deelstaat Salzburg en ten zuiden van de grens met Duitsland.